# Havilland Point
Der Havilland Point ist eine Landspitze an der Davis-Küste des Grahamlands auf der Antarktischen Halbinsel. Er liegt 3 km östlich des Kap Page und markiert die westliche Begrenzung der Einfahrt zur Lanchester Bay sowie die östliche derjenigen der Vinitsa Cove.
Luftaufnahmen der Hunting Aerosurveys Ltd. aus den Jahren von 1955 bis 1957 dienten dem Falklands Islands Dependencies Survey für eine Kartierung. Das UK Antarctic Place-Names Committee benannte die Landspitze 1960 nach dem britischen Luftfahrtpionier und Flugzeugkonstrukteur Geoffrey de Havilland (1882–1965).